# Polistodon
Polistodon — вимерлий рід тритилодонтів у байосі або келловії (середня юра) Китаю. Він містить один вид, P. chuannanensis, який відомий з одного черепа з формації Xiashaximiao. Згідно з одним дослідженням, це може бути вид роду Stereognathus.